# Cisternas de Lotz
Las cisternas de Lotz (en hebreo: בורות לוץ‎, Borot Lotz  también se usa la ortografía Loz) es un sitio arqueológico en las montes Negev en Israel, donde se encuentran 17 antiguas cisternas de agua. De estas, alrededor de 8 todavía están llenas de agua después de las lluvias invernales.
Las cisternas están repartidas en una superficie de dos kilómetros cuadrados en las inmediaciones del monte Ramón . En el sitio, también hay un antiguo árbol de lengua de oveja . Durante los meses de invierno y primavera, numerosas flores crecen en el área, principalmente alrededor de las fuentes de agua.
La primera investigación en los sitios fue realizada por Nelson Glik en la década de 1950. Los israelíes rara vez visitaban las cisternas hasta que se volvieron accesibles por carretera en la década de 1980. En 1980, tras el acuerdo de paz con Egipto, el interés por el Negev empezó a crecer. Se pavimentó la ruta 171 hasta el sitio, donde se realizaron excavaciones arqueológicas y restauración en cooperación con miembros del moshav . Antes de estas excavaciones, la opinión predominante, presentada por el arqueólogo Yohanan Aharoni, había sido que las cisternas fueron excavadas durante el reinado de Salomón, y que estuvieron en uso hasta el cautiverio de Babilonia . Sin embargo, con el descubrimiento de artefactos cananeos en el sitio, muchos comenzaron a creer que las cisternas son aún más antiguas.
Debido a que el sitio está ubicado en una de las regiones más aisladas de Israel y, como resultado, tiene poca contaminación lumínica, es un lugar popular para los aficionados a la astronomía .